# Luigi Mengoni
Luigi Mengoni (Villazzano, 25 agosto 1922 – Milano, 19 ottobre 2001) è stato un giurista italiano, considerato fra i padri fondatori del diritto del lavoro. Ricoprì la carica di Giudice della Corte costituzionale dal 1987 al 1996.

## Biografia
Nacque a Villazzano, nel comune di Trento nel 1922, da famiglia solandra di Rabbi. Il fratello Flavio fu presidente della Provincia autonoma di Trento dal 1979 al 1985. Nel 1940 vinse una borsa di studio per il Collegio Augustinianum e si iscrisse alla Facoltà di Giurisprudenza dell'Università Cattolica del Sacro Cuore, dove si laureò nel 1944 con una tesi di Diritto commerciale. Nel 1951 divenne professore straordinario di Diritto civile all'Università degli Studi di Trieste. Nel 1954 divenne professore di Diritto commerciale all'Università Cattolica di Milano. Nel 1957 divenne professore di Diritto civile in quella stessa università. Dal 1956 al 1987 fu professore ordinario.
Il 27 ottobre 1987 fu nominato giudice della Corte costituzionale dal Presidente della Repubblica. Il 24 ottobre 1995 venne nominato vice presidente, cessando dalla carica il 3 novembre 1996. Nel 1995 Giuffrè ha pubblicato degli scritti in suo onore, in tre volumi. Fra il 1998 e il 2000 fu presidente dell'Associazione italiana di diritto del lavoro e della sicurezza sociale (AIDLASS).
Morì il 19 ottobre 2001 a Milano.

## Pensiero giuridico
Partendo dalla riflessione nel suo campo di interesse, il diritto civile, Mengoni pervenne all'elaborazione di una vera e propria ermeneutica in ordine ai vincoli al discorso giuridico fissati dalla Costituzione. Tra di essi, si ricorda la differenza tra principi e regole: "mentre la regola prescrive un comportamento specifico preciso («non si passa col rosso»; «il salario minimo è di 6 euro»), il principio invece indica un valore che deve essere perseguito (tutela della vita, della libertà, dell'uguaglianza, della giustizia, ecc.). Dunque, mentre la regola ha un contenuto prescrittivo preciso predeterminato, il principio non ci dice esattamente come ci si deve comportare in ciascuna situazione: al contrario, lascia aperte diverse scelte pratiche attraverso le quali il valore può essere perseguito".

### Contributi al diritto civile
Indubbiamente rilevante è stato il contributo del pensiero di Mengoni alla disciplina delle obbligazioni, sotto molti profili, tra i quali spicca, la tradizionale distinzione tra "obbligazioni di mezzi" ed "obbligazioni di risultato". Già in uno scritto del 1952, infatti, Mengoni intuì, alla stregua di quanto affermato in passato da Rosario Nicolò, che in un rapporto obbligatorio la mera condotta del debitore non esaurisce l'oggetto del vincolo e, in alcuni casi, non è neanche in grado di per sé di soddisfare l'interesse del creditore, la cui realizzazione potrebbe esigere anche la cooperazione di quest'ultimo. L'attuazione della condotta non va disgiunta, quindi, dal conseguimento del risultato dovuto, il quale va individuato nel bene, nel servizio o nell'utilità attesi dal creditore. La condotta va concepita, infatti, in un'ottica teleologica, ossia in funzione di un risultato, il quale non sempre coincide con l'interesse che ha indotto il creditore ad acquistare il proprio diritto, entrando in relazione con il debitore, ma che comunque non può mancare, giacché in ogni obbligazione la condotta (i mezzi) è finalizzata a uno scopo (il risultato), a volte coincidente con l'interesse che ha mosso il creditore, rivelandosi dunque predeterminato, a volte rappresentato da un interesse che si arresta prima del movente del creditore, perché rispetto a quest'ultimo strumentale, e, dunque, non determinabile a priori ma solo a posteriori.
I mezzi rivestono la forma giuridica del debito, situazione soggettiva passiva posta in capo al debitore; mentre il risultato assume la forma giuridica del credito, situazione soggettiva attiva a favore del creditore. Pur distinti nel contenuto,  debito e credito sono caratterizzati da una correlazione funzionale, che li rende interdipendenti in misura tale da confluire in quell'unità funzionale in cui consiste l'oggetto dell'obbligazione. Ne discende che si ha adempimento soltanto quando l'interesse creditorio (il credito) è realizzato tramite l'attività strumentale dovuta (il debito), poiché soltanto così si dispiega e attua l'oggetto dell'obbligazione. Di conseguenza, se per qualche ragione viene meno uno dei due termini della correlazione funzionale (cfr. l'art. 1189 c.c., ma anche l'art. 1180 c.c., salva l'ipotesi di surrogazione ex art. 1201 c.c.), non può che cadere anche l'altro, determinando l'estinzione dell'obbligazione.
Due anni più tardi, in un celeberrimo saggio, Mengoni propose una visione d'insieme dell'obbligazione e della correlata responsabilità per inadempimento, dalla quale emerge che ogni rapporto obbligatorio è contraddistinto da un dispiegamento di mezzi in vista del raggiungimento di un risultato (interesse, mediato o immediato, del creditore) (secondo, tra l'altro, una concezione degli istituti di diritto privato propria di Jhering) e che, pertanto, la tradizionale dicotomia tra obbligazioni di risultato ed obbligazioni di mezzi, più che una distinzione concettuale in senso proprio, non è altro che una classificazione descrittiva, che si limita a evidenziare che, dal punto di vista fenomenologico, è possibile rinvenire obbligazioni nelle quali è esaltata la componente del risultato, lasciando in secondo piano la dimensione della condotta, e obbligazioni nelle quali è esaltata proprio quest'ultima, a causa della mancata specificazione del risultato al quale essa deve approdare. Una tale distinzione descrittiva non è, però, in alcun modo in grado di determinare un diverso trattamento giuridico e, più nel particolare, non influisce sulle regole di responsabilità, le quali restano unitarie e imperniate sull'art. 1218 c.c.
Tale "intuizione" di Mengoni è stata successivamente adottata giurisprudenzialmente dalla Corte di Cassazione che, dopo varie sentenze confermanti l'orientamento dottrinario di Mengoni, ha abbandonato definitivamente la classica distinzione. Un altro importante contributo in dottrina di Mengoni, sempre nell'ambito delle obbligazioni, tratto tra l'altro dallo stesso saggio, e che ha avuto ripercussioni anche nell'ambito della responsabilità civile, è la critica della concezione ostiana del carattere di assolutezza dell'istituto della "impossibilità sopravvenuta della prestazione non imputabile al debitore" disciplinato dall'articolo 1256 comma I c.c., introducendo l'ipotesi del carattere relativo dell'impossibilità.

## Scritti
- La divisione testamentaria, Giuffrè, (1950)
- Lezioni di diritto del lavoro, Celuc Libri, 1971.
- Gli acquisti «a non domino», Giuffrè, 1975.
- Commentario al Codice civile. Delle successioni legittime (artt. 565-586 del Cod. Civ.), Zanichelli, 1985.
- Diritto e valori, Il Mulino, 1985.
- Ermeneutica e dogmatica giuridica. Saggi, Giuffrè, 1996.
- Costituzione, lavoro, pluralismo sociale (con Gino Giugni e Umberto Romagnoli), Vita e Pensiero, 1998.
- Successioni per causa di morte. Parte speciale (successione legittima), Giuffrè, 1999
- Successioni per causa di morte. Parte speciale (successione necessaria), Giuffrè, 2000.
- Il contratto di lavoro, Vita e Pensiero, 2004.
- Il lavoro nella dottrina sociale della Chiesa, Vita e Pensiero, 2004.